# Papa Gregorio XIII
Gregorio XIII, in latino: Gregorius XIII, nato Ugo Boncompagni (Bologna, 1º gennaio 1501 o 7 gennaio 1502 – Roma, 10 aprile 1585), è stato il 226º papa della Chiesa cattolica (225º successore di Pietro) dal 13 maggio 1572 alla morte. Per la storiografia successiva è considerato come uno dei pontefici più importanti dell'età moderna, soprattutto per quanto riguarda l'attuazione della Riforma cattolica e la riforma apportata al calendario che prende il suo nome.

## Biografia
Ugo Boncompagni nacque a Bologna il primo gennaio 1501 o il 7 gennaio 1502 da Cristoforo Boncompagni (1470-1547), un ricco mercante, e da Angela Marescalchi (n. 1480), quarto di dieci figli (sette maschi e tre femmine).
Studiò diritto all'Università di Bologna, laureandosi nel 1530 in utroque iure. Nello stesso anno assistette all'Incoronazione di Carlo V a Imperatore del Sacro Romano Impero, di cui si conserva un dettagliato resoconto. Successivamente iniziò la carriera di docente di diritto, sempre nell'ateneo bolognese. Tra i suoi allievi più illustri ebbe Alessandro Farnese, Ottone di Waldburg, Reginald Pole, Stanislao Osio, Paolo Burali d'Arezzo e S. Carlo Borromeo.
Nel 1539 rinunciò alla cattedra e, su invito del cardinale Pietro Paolo Parisio, si recò a Roma dove fu nominato giurisperito. Ricevette la tonsura (rito che precede il conferimento degli ordini sacri) il 1º giugno 1539 e fu ordinato sacerdote nel 1542. Papa Paolo III apprezzò la sua preparazione: gli conferì l'incarico di primo giudice della capitale, poi nel 1546 lo inserì nel collegio degli abbreviatori al Concilio di Trento come esperto di diritto canonico.
Nel 1547 morì il padre; Ugo ereditò una parte cospicua dei beni di famiglia poiché il fratello maggiore era deceduto senza eredi: tra essi, anche metà del palazzo di famiglia. Per garantirsi un erede, decise di avere un figlio con una donna nubile, correndo il rischio di far scoppiare uno scandalo e di pregiudicare la propria carriera. Il figlio nacque l'8 maggio 1548 a Bologna e fu chiamato Giacomo. Venne legittimato il 5 luglio 1548.
Papa Paolo IV (1555-1559), oltre ad aggregarlo come datarius alla residenza del cardinal nipote Carlo Carafa, riconoscendone le qualità di giurista, se ne servì per svolgere diverse missioni diplomatiche. Verso la fine del 1561, il Boncompagni fu di nuovo inviato al concilio di Trento. Grazie alla sua comprovata competenza di canonista e al suo eccezionale impegno nel lavoro, rese preziosi servizi per la risoluzione di alcuni problemi nell'ultima sessione conciliare (1562-63).
Al termine del Concilio tornò a Roma, dove nel 1565 e Pio IV lo creò cardinale, con il titolo di cardinale presbitero di San Sisto. Fu poi inviato in Spagna come legato pontificio. Grazie a questo nuovo mandato si fece conoscere e ben volere dal sovrano spagnolo, Filippo II, tanto da conquistarne la fiducia. Fu anche per merito suo se il processo per eresia, avviato contro l'arcivescovo di Toledo Bartolomé Carranza, si concluse senza dissidi con il re. 
Ugo Boncompagni partecipò a due conclavi: quello del 1565-66 e quello del 1572, che si concluse con la sua elezione.

### Cronologia incarichi
- 1531-1539: è docente all'Università di Bologna;
- 23 febbraio 1539: primo incarico nella Curia romana come abbreviatore del parco maggiore
- 2 marzo 1539: è sollecitatore delle lettere apostoliche;
- 1º giugno 1539: riceve la tonsura;
- 15 ottobre 1539: giudice collaterale in Campidoglio (sede del tribunale civile di Roma);
- 1542: è ordinato sacerdote;
- 7 gennaio 1545: è referendario al tribunale della Segnatura apostolica;
- 7 ottobre 1552: è nominato segretario di Giulio III;
- 1554 o 1555: è legato pontificio in Campagna e Marittima;
- 1555: Paolo IV lo affianca al cardinal nipote Carlo Carafa, alla Dataria;
- gennaio 1556: è membro del Collegio incaricato di studiare la riforma della Chiesa;
- maggio 1556: è legato pontificio in Francia;
- 1557: è legato a Bruxelles;
- 1558: è membro della commissione incaricata di valutare gli aventi diritto alla successione dell'imperatore Carlo V d'Asburgo dopo la sua rinuncia al trono (16 gennaio 1556);
- 20 luglio 1558 – 13 maggio 1572: è vescovo di Vieste;
- novembre 1558: è reggente della cancelleria apostolica;
- gennaio 1559: è membro del nuovo Consiglio di Stato;
- 12 marzo 1565: è creato cardinale presbitero;
- 15 marzo 1565 – 13 maggio 1572: riceve il titolo cardinalizio di San Sisto;
- è prefetto del tribunale della Segnatura apostolica;
- 1565: è legato pontificio in Spagna;
- è segretario di papa Pio V.

### Il conclave del 1572
Ugo Boncompagni venne eletto romano pontefice dal Sacro Collegio il 13 maggio 1572 nella cappella Vaticana. Fu incoronato il 25 maggio nel Palazzo Vaticano; il neoeletto scelse il nome pontificale di Gregorio in onore di Papa Gregorio I.

Il conclave del 1572 fu uno dei più brevi della storia, essendo durato meno di due giorni. Nel XVI secolo solamente un altro conclave ebbe pari durata: quello che portò all'elezione di papa Giulio II (31 ottobre – 1º novembre 1503).

## Il pontificato

### Attuazione dei decreti del Concilio
Se prima di Gregorio la Riforma cattolica fu condotta sostanzialmente solo in Italia e in Spagna, grazie al suo pontificato si sviluppò con rapidità e organicità in tutti i paesi cattolici.
Nel 1573 il papa istituì la Congregazione dei Greci, ossia dei cattolici di rito bizantino. Per la formazione del clero fece erigere il Collegio Greco (1577). Fondò anche un Collegio inglese e uno maronita (vedi infra). In questi istituti, oltre all'apprendimento della filosofia e della teologia, i futuri candidati al sacerdozio dovevano essere formati alla forte osservanza romana, affinché tornati nello loro madrepatrie, specialmente in quelle in cui era forte la presenza dei protestanti, potessero dare testimonianza di obbedienza e fedeltà alla Chiesa di Roma e irreprensibilità di condotta di fronte alle popolazioni.
Nel 1582 Gregorio XIII promulgò il Corpus Iuris Canonici.

### Relazioni con le istituzioni della Chiesa
Già i predecessori di Gregorio, Pio IV e Pio V avevano approvato delle misure che accentravano il controllo papale sulle congregazioni della Chiesa. Il pontefice proseguì tale linea di condotta. 
Un anno prima della sua elezione Pio V aveva creato la Congregazione dell'Indice. Gregorio XIII confermò, con la costituzione apostolica Ut pestiferarum opinionum (13 settembre 1572), quanto creato da Pio V, dando una forma più definita alla congregazione di recente istituzione.
Il pontefice ripristinò la «Congregazione tedesca» (aprile 1573), organismo istituito da Pio V nel 1558 per la restaurazione cattolica in Germania e in Svizzera.
Scelse un giorno della settimana in cui ricevere chiunque avesse un problema da sottoporgli.
Con la bolla Ubi Gratiae (13 giugno 1575) revocò tutti i permessi d'ingresso nei monasteri accordati in precedenza alle signore della nobiltà così come ad altre donne di qualunque grado e condizione; inoltre proibì agli abati e alle badesse di concedere di propria iniziativa permessi di ingresso nei monasteri.
Nel 1575 approvò la Congregazione dell'Oratorio, fondata alcuni anni prima da Filippo Neri (bolla Copiosus in misericordia, 15 luglio).
Con il breve apostolico Exposcit debitum (1º gennaio 1583) Gregorio XIII abolì su tutto il territorio italiano (isole comprese) la carica di badessa a vita, sostituendola con una carica a tempo (tre anni).
Il 25 maggio 1584 rese pubblica la sua più importante decisione in materia di congregazioni: il pontefice dichiarò che la professione dei voti semplici di castità, povertà e obbedienza, e l'approvazione della Santa Sede, sono sufficienti per costituirsi in stato religioso.
Barnabiti
Riconfermò i privilegi accordati all'Ordine (1579).
Carmelitani
Riconobbe i Carmelitani Scalzi (ramo maschile e femminile) come provincia dell'Ordine (breve Pia consideratione, 22 giugno 1580), assecondando i desideri di Teresa d'Avila.
Gesuiti
Ripristinò tutti i privilegi aboliti dal predecessore Pio V. Rifinanziò il seminario retto dai Gesuiti nell'Urbe, il Collegio Germanico, e gli assegnò una nuova sede. Nel 1579 fondò un nuovo collegio gesuitico: il Collegio Ungarico. L'anno seguente fuse i due istituti nel Collegio Germanico-Ungarico.
Gregorio teneva in elevata considerazione l'Ordine, che considerava come il più competente nella formazione dei sacerdoti. Nel 1576 richiamò a Roma il gesuita Roberto Bellarmino, professore a Lovanio, e gli conferì la cattedra di Apologetica presso il Collegio Romano, istituzione scolastica retta dall'ordine. Nel 1578 fece erigere la torre dei venti e vi invitò i gesuiti astronomi e matematici per preparare la riforma del calendario.
Nel 1579 affidò ai Gesuiti il Collegio Inglese, fondato pochi anni prima per curare la formazione sacerdotale dei fedeli provenienti da Inghilterra e Galles.
Papa Gregorio concesse al Collegio Romano importanti sovvenzioni e aggiunse nuovi e spaziosi edifici. 
Così agendo egli ne divenne il secondo fondatore, dopo Ignazio di Loyola. Il nuovo istituto, inaugurato il 28 ottobre 1584, prese il nome di «Archiginnasio Gregoriano e Università Gregoriana» in onore del pontefice e oggi è conosciuto come Pontificia Università Gregoriana.
L'opera missionaria, seppur già messa largamente in atto da Pio V, trovò in papa Gregorio un rinnovato impulso tanto da estendersi nelle terre sia dell'America come del lontano Oriente.
Curò moltissimo l'evangelizzazione in Asia. Tramite il missionario gesuita Rodolfo Acquaviva entrò in contatto con il sovrano dell'Impero Moghul Akbar (1542-1605). Nel 1582 il pontefice indirizzò al monarca una lettera in cui lo esortava a convertirsi al cristianesimo.
Nel 1585 riservò ai membri della Compagnia di Gesù l'evangelizzazione della Cina e del Giappone. Il 23 marzo di quell'anno, poche settimane prima di morire, ebbe la soddisfazione di ricevere una delegazione giapponese formata da giovani cristiani, principi e aristocratici dei Regni del Giappone meridionale, probabilmente la prima mai giunta in Europa, inviata dal missionario gesuita plenipotenziario in Asia Alessandro Valignano (Ambasciata Tenshō).
Approvazioni
Nel 1581 il pontefice istituì l'Opera Pia del Riscatto e ne affidò la conduzione all'Arciconfraternita romana del Gonfalone. Si trattava della redenzione delle persone catturate dai corsari barbareschi nella penisola italiana i quali, per restituirli alle loro famiglie, pretendevano il pagamento di un riscatto. Fino ad allora l'impegno era stato svolto dall'ordine dei «Trinitari» e dai «Padri della Mercede».

### Decisioni in materia dottrinale
- Nella bolla In coena Domini (1577) fissò un elenco di venti casi che potevano condurre alla scomunica;
- Nel 1580 condannò le tesi del teologo belga Michele Baio (bolla Provisionis nostrae)[11];
- Nel 1583 l'arcivescovo di Colonia Gebhard von Waldburg si convertì al protestantesimo. Il 1º aprile il pontefice lo depose; il 22 maggio nominò in sua vece Ernesto di Baviera.

### Decisioni in materia liturgica
Gregorio XIII finalizzò alle proprie intenzioni missionarie anche eventi propri della tradizione cattolica come il Giubileo, di cui ricorreva la cadenza nel 1575. Oltre a celebrare il tradizionale giubileo romano, indetto nel 1574, con gran concorso di popolo e di personaggi, ne concesse uno tutto milanese, per l'anno successivo, al suo creato, cardinale Carlo Borromeo.
Nel 1582 il pontefice pubblicò il Corpus Iuris Canonici, raccolta di leggi e decreti che regolano la vita della Chiesa.
Nel 1583 Gregorio XIII fece pubblicare il primo Martyrologium Romanum conforme al nuovo calendario, creando un elenco unificato delle date in cui si celebrano le memorie dei santi e dei beati della Chiesa cattolica. L'edizione originale reca il titolo: Martyrologium Romanum ad novam Kalendarij rationem & Ecclesiasticae historiae veritatem restitutum. Gregori XIII Pont. Max. iussu editum.

### Provvedimenti verso gli ebrei
Nel 1577 il pontefice fondò il Collegio dei Neofiti, istituto per l'educazione cristiana degli ebrei che volevano abbandonare la loro religione. Con gli ebrei che non vollero convertirsi fu inflessibile: con la bolla Antiqua iudaeorum improbitas (10 giugno 1581) fissò i casi in cui gli ebrei potevano ricadere nelle competenze dei tribunali inquisitoriali; ordinò inoltre all'Inquisizione di agire con durezza e determinazione.
Il 28 febbraio 1581 dispose il divieto ai medici ebrei di curare i pazienti cristiani.
Con la bolla Sancta Mater Ecclesia (1º settembre 1584) ordinò che tutti gli ebrei che avessero compiuto i 12 anni dovessero assistere alle cosiddette "prediche coatte", il cui scopo era di convincere gli ebrei a convertirsi al cristianesimo.
Sottopose a censura le opere scritte da ebrei, incarico che affidò all'ebraista Marco Marini.
Permise agli ebrei di tornare a Venezia e consentì loro di attraversare il territorio italiano al fine di raggiungere la destinazione.

### Relazioni con monarchi europei
L'elezione di Ugo Boncompagni fu salutata favorevolmente dai regnanti europei cattolici, che assicurarono il loro appoggio al nuovo vertice della Chiesa.

#### Regno di Spagna
Durante la sua permanenza in Spagna come legato pontificio (1565) il futuro pontefice era riuscito a guadagnarsi la stima di Filippo II, re del più potente stato europeo. Il sovrano spagnolo incoraggiò Gregorio XIII a operare nei Paesi Bassi e in Irlanda, consentendo che forze armate cattoliche attraversassero i suoi stati, e aiutò il pontefice nel suo tentativo di recuperare al cattolicesimo l'Inghilterra. Nel 1578, infatti, Filippo II accolse e rifornì le truppe di Thomas Stukeley, un inglese cattolico che si pose alla guida di un esercito per invadere l'Inghilterra.

#### Regno del Portogallo
Nel 1578, il giovane re Sebastiano I del Portogallo morì in Marocco nella battaglia di Alcazarquivir senza lasciare eredi. Il cardinale Enrico I il Casto, zio di Sebastiano, gli succedette come re. Enrico fece domanda a Gregorio XIII di rinunciare all'ufficio ecclesiastico pur di avere una discendenza e perpetuare la dinastia degli Aviz, però il pontefice, consigliato dagli Asburgo, non acconsentì. Il re-cardinale morì due anni più tardi senza discendenza, lasciando un vuoto di potere nel trono portoghese, che sfociò in una crisi di successione.

#### Regno di Francia
Gregorio XIII non concesse la dispensa per la celebrazione del matrimonio tra l'erede al trono, il principe Enrico di Navarra, e Margherita di Valois. La dispensa era necessaria poiché Enrico non era cattolico, ma di confessione ugonotta. Il matrimonio fu celebrato ugualmente il 18 agosto 1572. Alle nozze non presero parte ambasciatori provenienti da nazioni cattoliche.

### Relazioni con monarchi non europei
Nel 1584 il pontefice approvò l'iniziativa del cardinale Ferdinando de' Medici d'inviare una legazione in Persia. Affidata al fiorentino Giovanni Battista Vecchietti, la legazione aveva lo scopo di allacciare buone relazioni diplomatiche in funzione anti-ottomana. Mentre i risultati politici furono transitori, la legazione venne ricordata per gli importanti esiti culturali: Vecchietti riportò con sé a Roma alcuni manoscritti della Bibbia in ebraico che non si erano mai visti prima in Europa.

### Relazioni con Stati baltici e Russia
Il Regno di Polonia e la Russia lottavano da tempo per l'egemonia sui piccoli stati baltici. La Lituania era sotto l'influenza polacca, mentre Livonia ed Estonia erano sotto l'influenza russa. Il pontefice fece firmare ai contendenti la Pace di Jam Zapol'skij (15 gennaio 1582, in realtà una tregua decennale) la quale sancì il predominio polacco (Paese cattolico) sui tre stati baltici (in prevalenza luterani). Protagonista della mediazione fu il gesuita diplomatico Antonio Possevino. Successivamente Gregorio XIII affidò a Possevino una missione a Mosca, nominandolo primo nunzio in Russia. Gli scopi della missione erano: fondare una Lega cristiana in funzione anti-turca; introdurre il cattolicesimo in Russia e, da qui, in Asia. Possevino si recò personalmente a Mosca e conferì con il re Ivan IV, detto "il Terribile".
Nel XVI secolo la cattolicità non si era ancora diffusa in Russia, un territorio molto vasto e ricco di storia con grandi potenzialità. I russi erano ortodossi; la loro Chiesa era legata al Patriarcato ortodosso di Costantinopoli. Possevino propose una conciliazione tra la Cattedra di Pietro e la Chiesa di Mosca, che fu respinta dal sovrano russo. Il gesuita ottenne però che i cattolici potessero professare pubblicamente il loro credo.

### Relazioni con le Chiese di rito orientale
Nel 1579 fu inaugurato a Roma un nuovo monastero presso la chiesa di Santa Maria Egiziaca; la chiesa era stata donata agli armeni otto anni prima da Pio V. Da quella data fino al XIX secolo il complesso chiesa-monastero rappresentò il centro della comunità armena in Italia.
Gregorio XIII riallacciò i legami con la Chiesa maronita. Formalmente non si erano mai interrotti, ma i maroniti per lunghi secoli non avevano più avuto rapporti con Roma. La comunione venne suggellata nel 1584, con la fondazione del Collegio maroniano (bolla Humana sic ferunt, 27 giugno 1584), che accolse i chierici mandati a Roma dal patriarca maronita per la formazione sacerdotale.
Nello stesso anno il pontefice appoggiò la fondazione della «Stamperia orientale medicea» (o Typographia Medicea linguarum externarum), avvenuta su impulso del cardinale Ferdinando de' Medici. L'attività principale svolta dalla Stamperia fu la pubblicazione di libri nelle diverse lingue orientali per favorire la diffusione delle missioni cattoliche in Oriente. Il suo primo direttore fu Giambattista Raimondi.

### Contrasto al protestantesimo
Gregorio XIII intraprese un'energica azione volta a ricondurre all'unità religiosa i popoli cristiani d'Europa.
In particolare, il pontefice si adoperò per le Isole britanniche. Nel XVI secolo gli inglesi avevano iniziato a praticare sistematicamente una sorta di colonialismo in Irlanda, consistente nel concedere a immigrati inglesi territori "liberati" dai proprietari irlandesi. In questo modo i coloni diffondevano l'anglicanesimo nell'isola. Alcuni nobili irlandesi non accettarono questo stato di cose e organizzarono una rivolta (Seconda rivolta dei Desmond); tra essi si distinse il conte James FitzMaurice, cui la Santa Sede fornì aiuti e truppe. Per quasi due anni (1578-1579) i ribelli impegnarono le forze inglesi. Il tentativo fallì e FitzMaurice trovò la morte il 18 agosto 1579.
Il pontefice sostenne moralmente delle cospirazioni per detronizzare Elisabetta I d'Inghilterra. Però non ottenne altro che creare un'atmosfera di sovversione e imminente pericolo tra i protestanti inglesi, che iniziarono a guardare ad ogni cattolico come a un potenziale traditore.
Per riportare alla cattolicità la Svezia Gregorio XIII avviò contatti con il re Giovanni III, che si era sposato con la cattolica Caterina Jagellona. Il pontefice inviò presso la sua corte alcuni gesuiti, tra cui Lauritz Nilsson (Laurentius Norvegus). Essi ottennero dal re un riavvicinamento alla cattolicità che fu sintetizzato in due documenti: Nuovo ordinamento della Chiesa (1575) e Liturgia della Chiesa svedese (1576), il cosiddetto "Libro Rosso". Lo stesso Giovanni III si convertì in segreto al cattolicesimo (6 maggio 1578); inoltre crebbe l'erede al trono Sigismondo fornendogli un'educazione cattolica.
Europa centrale e settentrionale
I maggiori successi nel riportare i popoli dell'Europa centrale e settentrionale nella comunione cattolica si ottennero in Polonia, che tornò ad essere completamente cattolica, in Germania dove, per l'intervento anche dei duchi di Baviera e di insigni principi ecclesiastici tedeschi, l'espansione del protestantesimo fu arrestata, e nei Paesi Bassi spagnoli.

Uno dei pilastri dell'azione di Gregorio furono le nunziature, ovvero le rappresentanze diplomatiche permanenti nelle capitali. Al momento della sua ascesa al Soglio, esistevano solo nove nunziature ordinarie, di cui quattro in Italia. Delle altre cinque, tre erano "latine" (situate in Francia, Spagna e Portogallo), una tedesca (presso l'imperatore) e una slava (in Polonia). Ad esse furono aggiunte nuove rappresentanze diplomatiche: a Lucerna (per la Svizzera, 1579), a Graz (per l'Austria interna, 1580) e a Colonia (per la Germania settentrionale, 1584). Alla fine del suo pontificato, rispondevano al pontefice ben 13 nunzi nei Paesi europei.
Il tentativo di formare una nuova Lega Santa
Obiettivo di Gregorio XIII fu favorire un'alleanza tra Spagna e Francia, i due più grandi Stati cattolici, capace di condurre un'offensiva su tutti i fronti. I nuovi nunzi a Madrid, Nicolò Ormaneto e di Parigi, Anton Maria Salviati, furono incaricati di appianare i contrasti esistenti tra i due monarchi.

In Francia, Gregorio XIII sostenne Enrico di Guisa, nobile cattolico, pilastro del cattolicesimo intransigente. Quando nella notte di san Bartolomeo (1572) vennero sterminati migliaia di ugonotti, papa Gregorio XIII ordinò un generale giubileo, assolvendo la Francia cattolica da ogni errore. Nel 1576 Enrico di Guisa divenne capo di una lega volta ad estirpare il protestantesimo dalla Francia. Gregorio salutò con favore la stipula di un trattato tra il Casato dei Guisa e il re di Spagna (Trattato di Joinville, 1584). In quell'anno il protestante Enrico di Navarra (vedi supra), ugonotto, fu designato come successore al trono di Francia, regnante Enrico III (1574-1589) il quale non aveva eredi e aveva perso il fratello più giovane.
Contro Enrico di Navarra fu opposta la candidatura del cardinale Carlo di Borbone-Vendôme, ma il re Enrico III lo fece arrestare. Nel 1589 Enrico III fece uccidere Enrico di Guisa; la Lega proclamò nuovo re il cardinale Borbone-Vendôme (ancora in carcere) con il nome di Carlo X, ma poi egli rinunciò spontaneamente al titolo. Enrico di Navarra divenne il nuovo re di Francia.
Come si è visto, il progetto della Santa Sede di creare un'alleanza tra Spagna e Francia non si realizzò: i due Paesi proseguirono le loro politiche nazionali e la religione non fu considerata un fattore discriminante nella scelta dei Paesi con cui avere rapporti amichevoli. A dimostrazione di ciò, nel 1572 divenne di dominio pubblico il fatto che la Francia aveva allacciato rapporti con il Sultano di Istanbul, nemico della fede cristiana: era passato appena un anno dalla Battaglia di Lepanto. Anche la Repubblica di Venezia scese a patti con l'Impero ottomano: nel 1573 fu firmato un accordo di pace, che pose fine alla Lega Santa.

### Governo dello Stato pontificio
Gregorio XIII decise di curare personalmente tutti gli affari importanti. Affidò la revisione dei diritti fiscali della Santa Sede a Rodolfo Bonfiglioli, tesoriere della Camera apostolica, che, integerrimo, "s'acquistò un odio de' Principi grandi, così crudele che ogn'uno lo tenne, che dovesse precipitare". Ne risultò l'incameramento di parecchi feudi e possedimenti nobiliari. Inoltre aumentò le tasse al porto di Ancona, il principale scalo dello Stato pontificio sul mare Adriatico, nonché le tasse sulle merci provenienti dalla Repubblica di Venezia.
Il pontefice, nel 1572,  nominò Segretario di Stato il cardinale Tolomeo Gallio, uno dei suoi più fidati consiglieri.

### Patrono di arti e scienze

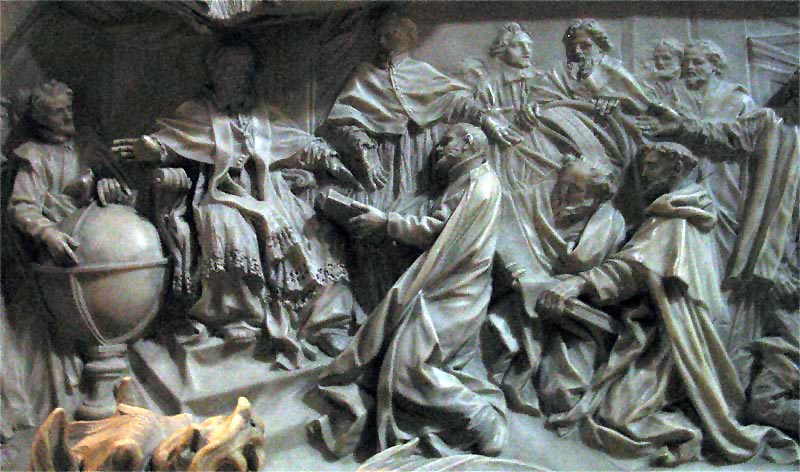
Particolare della tomba di papa Gregorio XIII relativo all'introduzione del calendario gregoriano.

Gregorio XIII sostenne direttamente molti dotti nel loro lavoro. Si preoccupò di una nuova redazione corretta del Decretum Gratiani e del Martyrologium romanum. Istituì un comitato per aggiornare l'Indice dei libri proibiti. Riconobbe la scoperta e l'importanza delle catacombe romane.	
Tra i meriti scientifici durevoli di questo papa, c'è la riforma del calendario che porta il suo nome e che venne proposta dal medico calabrese Luigi Lilio, il Calendario gregoriano, ancora oggi universalmente in uso. Col passare dei secoli il calendario giuliano aveva creato una discrepanza tra il calendario civile e quello astronomico. Tutto questo aveva portato ad una serie di lamentele ed era stato discusso anche dai padri conciliari a Trento. Gregorio XIII istituì una commissione sotto la guida del Cardinale Sirleto alla quale contribuirono anche il matematico tedesco e gesuita Cristoforo Clavio, professore presso il Collegio Romano e il matematico e astronomo siciliano Giuseppe Scala. Dopo un accurato studio il papa, con la bolla Inter gravissimas del 24 febbraio 1582, in accordo con la maggioranza dei principi cattolici e delle università, stabilì che al 4 ottobre 1582 avrebbe fatto seguito il 15 ottobre 1582 e che in futuro dovessero essere soppressi i giorni intercalari (cioè, in pratica, i 29 di febbraio) degli anni divisibili per 100 ma non divisibili per 400, per un totale di tre giorni intercalari in meno ogni 400 anni.

### Opere realizzate a Roma

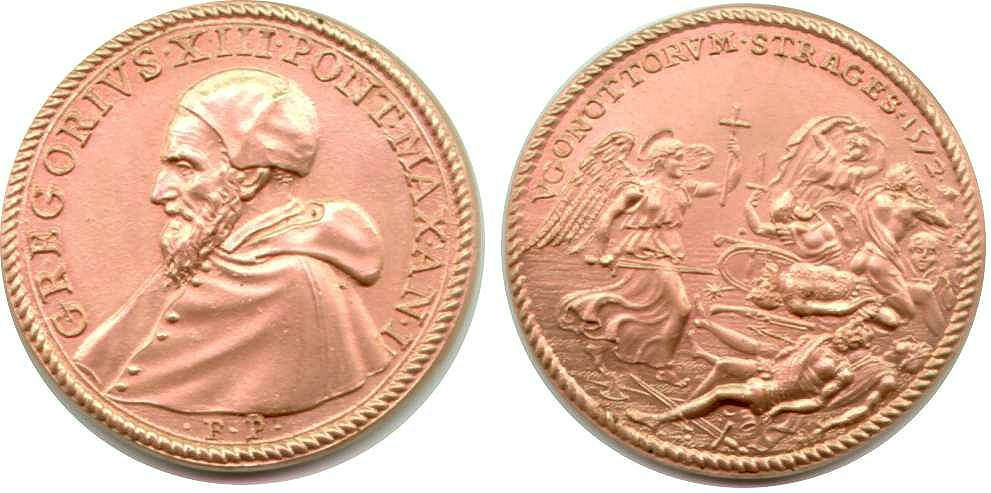
La medaglia commemorativa di Gregorio XIII.

Nel 1572 Gregorio commissionò a Giorgio Vasari una serie di affreschi raffiguranti il massacro di ugonotti noto come notte di san Bartolomeo, tuttora presenti nella Sala Regia dei Palazzi Vaticani. Il pontefice inoltre fece coniare una medaglia con la propria effigie per ricordare l'evento.
Monumenti insigni sorsero a Roma per suo volere, come ad esempio, nel 1580 il palazzo del Quirinale, nel 1583 (la corte papale vi si trasferì nel 1605 con Papa Paolo V), la Cappella Gregoriana nella Basilica di San Pietro e nel 1584, con il suo appoggio, venne portata a termine la chiesa del Gesù, chiesa madre dei Gesuiti.
Trasformò anche alcuni edifici antichi in opere per l'utilità comune; alcune aule delle Terme di Diocleziano, ad esempio, nel 1575 furono riadattate a granaio.
Nel 1575, in occasione dell'anno giubilare, fece realizzare in Vaticano la «Sala Bologna», una vasta sala per banchetti. Fu riccamente affrescata dalla bottega del pittore bolognese Lorenzo Sabatini.

## Morte e sepoltura

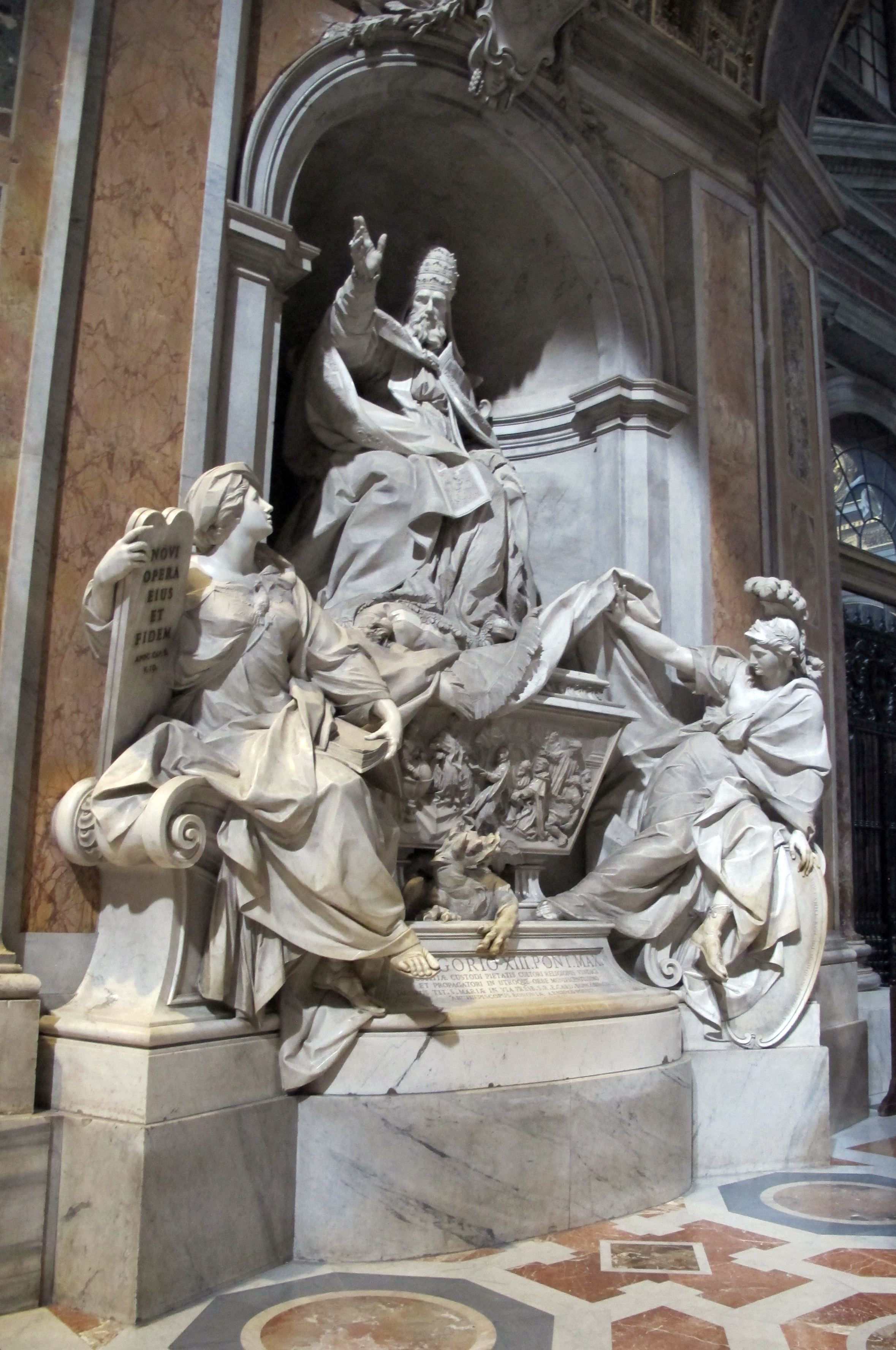
Tomba di papa Gregorio XIII nella basilica di San Pietro

Dopo una breve malattia papa Gregorio XIII morì il 10 aprile 1585, nel pieno delle sue attività portate avanti fino alla fine con energia.
Quattro giorni dopo i suoi resti mortali furono deposti nella basilica di San Pietro, in una tomba che soltanto nel 1723 fu adornata di sculture di Camillo Rusconi.
Al regno di Gregorio XIII risale la più antica tiara papale ancora esistente (le altre non sono sopravvissute ai saccheggi e ai furti).

## Genealogia episcopale e successione apostolica
La genealogia episcopale è:
- Cardinale Girolamo Grimaldi
- Arcivescovo Martinho de Portugal
- Arcivescovo Alfonso Oliva, O.E.S.A.
- Vescovo Girolamo Maccabei
- Papa Gregorio XIII

La successione apostolica è:
- Vescovo Martín Rojas de Portalrubio, O.S.Io.Hieros. (1572)
- Arcivescovo Pietro Giacomo Borbone (1574)
- Arcivescovo Dermot O'Hurley (1581)

## Discendenza
Il figlio Giacomo (1548-1612) fu prefetto di Castel Sant'Angelo, poi ottenne diversi titoli nobiliari. Nel 1576 si sposò con Costanza Sforza di Santa Fiora, da cui ebbe 14 figli.
Il pontefice non mancò di favorire i propri parenti prossimi: 
- creò cardinale il nipote Filippo Guastavillani, figlio della sorella Giacoma Boncompagni;
- il nipote Cristoforo, figlio del fratello Boncompagno Boncompagni, divenne governatore di Ancona, poi arcivescovo di Ravenna.

## Diocesi erette da Gregorio XIII

### Prelature territoriali
- 19 luglio 1575 (bolla In supereminenti militantis Ecclesiae):
  - São Sebastião do Rio de Janeiro (Brasile, il territorio fu ricavato dalla diocesi di San Salvador di Bahia;

### Nuove diocesi
- 23 gennaio 1576 (bolla Super specula):
  - Diocesi di Macao (comprendente Cina, Giappone e Tonchino, il territorio fu ricavato dalla diocesi di Malacca);
- 1577:
  - Arcieparchia di Beirut dei Maroniti;
- 15 aprile 1577 (bolla Illius fulciti praesidio):
  - Diocesi di Trujillo (Perù, il territorio fu ricavato dall'arcidiocesi di Lima);
- 16 aprile 1577 (bolla Apostolatus officium):
  - Diocesi di Arequipa (Perù; il territorio fu ricavato dall'arcidiocesi di Lima);
- 31 luglio 1577:
  - Diocesi di Teruel (Spagna, il territorio fu ricavato dall'Arcidiocesi di Saragozza;
- 6 febbraio 1579 (bolla Illius fulti praesidio):
  - Diocesi di Manila (comprende l'arcipelago delle Filippine);
- 11 aprile 1580 (bolla Super universas):
  - Diocesi di Crema (il territorio viene ricavato dalle diocesi di Cremona, Lodi e Piacenza).

### Elevazioni al rango di arcidiocesi
- 22 ottobre 1574 (bolla Universis orbis):
  - Diocesi di Burgos (Spagna, elevata al rango di arcidiocesi metropolitana)
- 10 dicembre 1582 (bolla Universis orbis):
  - Diocesi di Bologna (elevata al rango di arcidiocesi metropolitana)

### Elevazioni al rango di sede patriarcale
- 13 dicembre 1572 (breve Pastoralis Officii):
  - Arcidiocesi di Goa (India, concessione all'arcivescovo del titolo di sede patriarcale delle Indie Orientali)

### Trasferimenti della sede diocesana
- 30 marzo 1577:
  - Diocesi di Faro (Portogallo, trasferimento da Silves);
- 9 marzo 1580:
  - Diocesi di San Severo, trasferimento da Civitate ormai disabitata.

## Concistori per la creazione di nuovi cardinali
Papa Gregorio XIII durante il suo pontificato ha creato 34 cardinali nel corso di 8 distinti concistori.

## Canonizzazioni
Papa Gregorio XIII proclamò tre santi:
- Norberto di Prémontré (1080 circa – 1134), fondatore dell'ordine dei canonici regolari premostratensi;
- Guglielmo da Vercelli (1085 – 1142);
- Alipio di Tagaste (360 circa – 430).

Inoltre portò sugli altari tre beati:
- Giovanni Colombini (1304 – 1367), fondatore dell'ordine religioso dei Gesuati;
- Gerardo dei Tintori (1134 – 1207), patrono di Monza;
- Papa Gregorio VII (1020 circa – 1085).

## Albero genealogico
|                                      |                    |                       | Genitori          |  |  | Nonni |  |  | Bisnonni            |  |  | Trisnonni          |  |
|                                      |                    |                       |                   |  |  |       |  |  | Gasparo Boncompagni |  |  | Pietro Boncompagni |  |
|                                      |                    |                       |                   |  |  |       |  |  | Gasparo Boncompagni |  |  | Pietro Boncompagni |  |
|                                      |                    | Gerardina de' Cattani |                   |  |  |       |  |  | Gasparo Boncompagni |  |  |                    |  |
| Giacomo Boncompagni                  |                    |                       |                   |  |  |       |  |  | Gasparo Boncompagni |  |  |                    |  |
|                                      |                    | Giacoma Bucchi        | Romeo Bucchi      |  |  |       |  |  |                     |  |  |                    |  |
|                                      |                    | Giacoma Bucchi        | Romeo Bucchi      |  |  |       |  |  |                     |  |  |                    |  |
|                                      |                    | Giacoma Bucchi        | …                 |  |  |       |  |  |                     |  |  |                    |  |
| Cristoforo Boncompagni               |                    | Giacoma Bucchi        |                   |  |  |       |  |  |                     |  |  |                    |  |
|                                      |                    | Alessandro Piattesi   | …                 |  |  |       |  |  |                     |  |  |                    |  |
|                                      |                    | Alessandro Piattesi   | …                 |  |  |       |  |  |                     |  |  |                    |  |
|                                      |                    | Alessandro Piattesi   | …                 |  |  |       |  |  |                     |  |  |                    |  |
| Camilla Piattesi                     |                    | Alessandro Piattesi   |                   |  |  |       |  |  |                     |  |  |                    |  |
|                                      |                    | …                     | …                 |  |  |       |  |  |                     |  |  |                    |  |
|                                      |                    | …                     | …                 |  |  |       |  |  |                     |  |  |                    |  |
|                                      |                    | …                     | …                 |  |  |       |  |  |                     |  |  |                    |  |
| Ugo Boncompagni (papa Gregorio XIII) |                    | …                     |                   |  |  |       |  |  |                     |  |  |                    |  |
|                                      | Matteo Marescalchi | Niccolò Marescalchi   |                   |  |  |       |  |  |                     |  |  |                    |  |
|                                      | Matteo Marescalchi | Niccolò Marescalchi   |                   |  |  |       |  |  |                     |  |  |                    |  |
|                                      | Matteo Marescalchi | Jacopa d'Anzola       |                   |  |  |       |  |  |                     |  |  |                    |  |
| Lodovico Marescalchi                 | Matteo Marescalchi |                       |                   |  |  |       |  |  |                     |  |  |                    |  |
|                                      |                    | Giovanna Sampieri     | Giovanni Sampieri |  |  |       |  |  |                     |  |  |                    |  |
|                                      |                    | Giovanna Sampieri     | Giovanni Sampieri |  |  |       |  |  |                     |  |  |                    |  |
|                                      |                    | Giovanna Sampieri     | …                 |  |  |       |  |  |                     |  |  |                    |  |
| Angela Marescalchi                   |                    | Giovanna Sampieri     |                   |  |  |       |  |  |                     |  |  |                    |  |
|                                      |                    | …                     | …                 |  |  |       |  |  |                     |  |  |                    |  |
|                                      |                    | …                     | …                 |  |  |       |  |  |                     |  |  |                    |  |
|                                      |                    | …                     | …                 |  |  |       |  |  |                     |  |  |                    |  |
| Gentile Montini                      |                    | …                     |                   |  |  |       |  |  |                     |  |  |                    |  |
|                                      |                    | …                     | …                 |  |  |       |  |  |                     |  |  |                    |  |
|                                      |                    | …                     | …                 |  |  |       |  |  |                     |  |  |                    |  |
|                                      |                    | …                     | …                 |  |  |       |  |  |                     |  |  |                    |  |
|                                      |                    | …                     |                   |  |  |       |  |  |                     |  |  |                    |  |